# 卡馬納岩
卡馬納岩（英語：Camana Rock），是南極洲的岩石，位於斯特羅姆內斯灣南部，處於克爾普角和哈里森角之間，在1927年由英國研究隊繪入地圖，由英國海外領土管轄。